# Maurice Destenay
Pour les articles homonymes, voir Destenay.
Maurice Jean Léon Destenay, né à Tilleur le 18 février 1900 et mort à Liège, le 1er septembre 1973  est un homme politique belge libéral.
Maurice Destenay est le quatrième fils de Jérôme Destenay, instituteur originaire de Virton, et de Jeanne Nicolay. Lui-même instituteur et pédagogue, il a été député libéral de Liège de 1949 à 1965 et président du parti libéral de Belgique de 1954 à 1958. Ministre d'État en 1966.
Il entre au Conseil communal de Liège en 1952 dont il devient échevin, puis bourgmestre de 1963 à 1973. 
Durant la Seconde Guerre mondiale, il fut interné à l'Oflag de Fischbeck puis au château de Colditz.
L'Encyclopédie du Mouvement wallon lui a consacré une notice très importante en son Tome I.
Il fut fondateur et directeur du mensuel Action Libérale.
Une avenue et un athénée de Liège portent son nom depuis 1975.